# الأسماء والصفات العربية
تنقسم الأسماء والصفات العربية إلى: الحالة، والجنس، والعدد. في حين أن هذا صحيح تمامًا في اللغة العربية الكلاسيكية، إلا أنه في اللغة العربية العامية أو المنطوقة، هناك عدد من التبسيطات مثل فقدان بعض حروف العلة النهائية وفقدان الحالة. هناك عدد من العمليات الاشتقاقية المستخدمة في تشكيل الأسماء والصفات الجديدة. يمكن تشكيل الظروف من الصفات.

## تصريف الاسم والصفة (العربية الفصحى)
الأسماء والصفات في اللغة العربية الفصحى تُنْقَذ حسب الخصائص التالية:
- الحالة النحوية ( الرفع ، والجر ، والنصب)
- التعريف (نكرة، معرفة)
- الجنس (مذكر أو مؤنث): سمة متأصلة في الأسماء، ولكنها جزء من تصريف الصفات
- العدد (مفرد، ثنائي أو جمع)

## الظرف
الظروف تكون باستخدام الصفات في حالة المفعول غير المحدد، وغالبًا ما تُكتب مع النهاية (ي+ا) في حالة نصب، وهي شاعت بسبب الترجمات الإنجليزية، حيث لم يكن العرب يكتبون بهذا الأسلوب..
يمكن تكوين الأحوال من الصفات والأرقام الترتيبية: "كثيرًا، نَادِرًا، أَوّلًا أو من الأسماء: عادةً، جدًّا.
الطريقة الثانية لتكوين الظروف هي استخدام حرف جر واسم، مثل: على سبيل المثال بِسُرعة، بالضبط.